# Кирей (Омская область)
Кирей — аул в Называевском районе Омской области. В составе Муравьёвского сельского поселения.

## История
Основан в 1846 г. В 1928 г. Аул № 1 состоял из 26 хозяйств, основное население — казаки. В составе Мало-Сафоневского сельсовета Называевского района Омского округа Сибирского края. В 1990 г. указом ПВС РСФСР аул № 1 переименован в Кирей.

## Население
| 1926 | 2002 | 2010 |
| ---- | ---- | ---- |
| 119  | ↗128 | ↘113 |